# THE PARTNER
『THE PARTNER』（ザ・パートナー）は、2009年10月17日（一部地域では10月18日）からスタートし、関東・中京・関西の3大都市圏を除く日本テレビ系列27局と琉球放送（TBS系）で放送されていたミニ番組。東京海上日動の一社提供である。
地上アナログ放送ではレターボックス形式での放送。

## 概要
オリンピックや国際大会などで活躍するスポーツ選手（アスリート）と、それを支える指導者等（パートナー）との絆のストーリーをドキュメンタリータッチで描く番組である。この番組は“企画ネット”の形で“前番組”として放送されていた『ブカツの天使』（大塚製薬提供）とは異なり、ドキュメンタリージャパンの協力で各ネット局（又は各地の番組制作会社）が持ち回りで制作した内容が全参加局で放送されている。
この番組で放送される東京海上日動のCMは、東京海上日動の代理店のコンセプトである「パートナーがいる、という安心」に基づいたCMを放送している。また、CMはコンセプトを共通化した上で、各局のエリアごとに独自のタレント（地元出身の俳優・女優・キャスターや、地元で活躍しているレポーターなど）をCMキャラクターとして起用している（下記ネット局を参照）。企画が可能になったのは東京海上日動が日本オリンピック委員会とパートナー契約を結んでいるためで、本編の最後にその旨示される。

## ネット局
NNS系列各局では『ブカツの天使』第2シリーズ（2009年4月 - 9月放送）の後番組として放送（ただし、ミヤギテレビと南海放送は『ブカツの天使』の放送時間と異なる時間帯に放送）。また、『ブカツの天使』放送が無かった沖縄県でも琉球放送にて放送されている。
逆に、3大都市圏（関東・関西・中京）にある日本テレビ・読売テレビ・中京テレビでは非ネットである。
| エリア         | 放送局                 | 放送期間         | 放送日時           | CMキャラクター |
| -------------- | ---------------------- | ---------------- | ------------------ | -------------- |
| 北海道         | STV 札幌テレビ         | 2009年10月17日 - | 土曜 20:54 - 21:00 | 船木和喜       |
| 青森県         | RAB 青森放送           | 2009年10月17日 - | 土曜 21:54 - 22:00 | 伊奈かっぺい   |
| 岩手県         | TVI テレビ岩手         | 2009年10月17日 - | 土曜 21:54 - 22:00 | 村上弘明       |
| 宮城県         | MMT ミヤギテレビ       | 2009年10月17日 - | 土曜 20:54 - 21:00 | さとう宗幸     |
| 秋田県         | ABS 秋田放送           | 2009年10月17日 - | 土曜 21:54 - 22:00 | 小野花子       |
| 山形県         | YBC 山形放送           | 2009年10月18日 - | 日曜 21:54 - 22:00 | 小林綾子       |
| 福島県         | FCT 福島中央テレビ     | 2009年10月17日 - | 土曜 22:54 - 23:00 | 中畑清         |
| 新潟県         | TeNY テレビ新潟        | 2009年10月17日 - | 土曜 22:54 - 23:00 | 三田村邦彦     |
| 富山県         | KNB 北日本放送         | 2009年10月17日 - | 土曜 22:54 - 23:00 | 沢樹舞         |
| 石川県         | KTK テレビ金沢         | 2009年10月17日 - | 土曜 21:54 - 22:00 | 平見夕紀       |
| 福井県         | FBC 福井放送           | 2009年10月17日 - | 土曜 20:54 - 21:00 | 津田寛治       |
| 長野県         | TSB テレビ信州         | 2009年10月17日 - | 土曜 21:54 - 22:00 | 月影瞳         |
| 山梨県         | YBS 山梨放送           | 2009年10月18日 - | 日曜 20:54 - 21:00 | 小倉隆史       |
| 静岡県         | SDT 静岡第一テレビ     | 2009年10月17日 - | 土曜 21:54 - 22:00 | 武田修宏       |
| 鳥取県・島根県 | NKT 日本海テレビ       | 2009年10月17日 - | 土曜 20:54 - 21:00 | 佐野史郎       |
| 岡山県・香川県 | RNC 西日本放送         | 2009年10月17日 - | 土曜 21:54 - 22:00 | 木内晶子       |
| 広島県         | HTV 広島テレビ         | 2009年10月17日 - | 土曜 20:54 - 21:00 | 野村謙二郎     |
| 山口県         | KRY 山口放送           | 2009年10月18日 - | 日曜 23:26 - 23:30 | 瀬川嘉         |
| 徳島県         | JRT 四国放送           | 2009年10月17日 - | 土曜 20:54 - 21:00 | 呑口由里子     |
| 愛媛県         | RNB 南海放送           | 2009年10月17日 - | 土曜 22:54 - 23:00 | 宮川俊二       |
| 高知県         | RKC 高知放送           | 2009年10月17日 - | 土曜 21:54 - 21:58 | 山本一力       |
| 福岡県         | FBS 福岡放送           | 2009年10月17日 - | 土曜 22:54 - 23:00 | 西川友紀子     |
| 長崎県         | NIB 長崎国際テレビ     | 2009年10月17日 - | 土曜 21:54 - 22:00 | 小嶺忠敏       |
| 熊本県         | KKT くまもと県民テレビ | 2009年10月17日 - | 土曜 22:54 - 23:00 | 広崎美紗       |
| 大分県         | TOS テレビ大分         | 2009年10月17日 - | 土曜 21:54 - 22:00 | 岩崎朋美       |
| 宮崎県         | UMK テレビ宮崎         | 2009年10月17日 - | 土曜 23:10 - 23:15 | 黒木知宏       |
| 鹿児島県       | KYT 鹿児島読売テレビ   | 2009年10月17日 - | 土曜 21:54 - 22:00 | 黒川恵美       |
| 沖縄県         | RBC 琉球放送           | 2009年10月18日 - | 日曜 21:54 - 22:00 | 平良とみ       |